# Pelodytes ibericus
Pelodytes ibericus là một loài ếch trong họ Pelodytidae. Loài này được tìm thấy ở Bồ Đào Nha và Tây Ban Nha.
Môi trường sống tự nhiên của Pelodytes ibericus là các khu rừng ôn đới, thảm cây bụi kiểu Địa Trung Hải, sông, hồ nước ngọt có nước theo mùa, đầm nước ngọt, đầm lầy ngập mặn, đất canh tác, vùng đồng cỏ, ao, hố lộ thiên, và kênh đào và mương rãnh.
Loài này đang bị đe dọa do mất môi trường sống.

## Hình ảnh

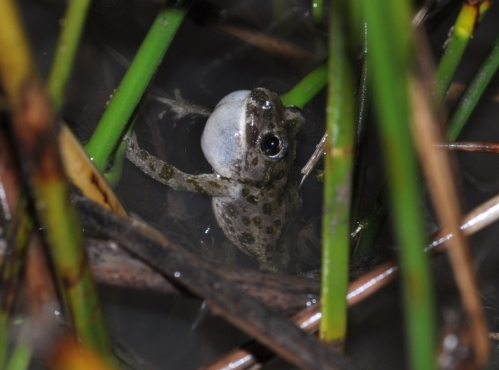
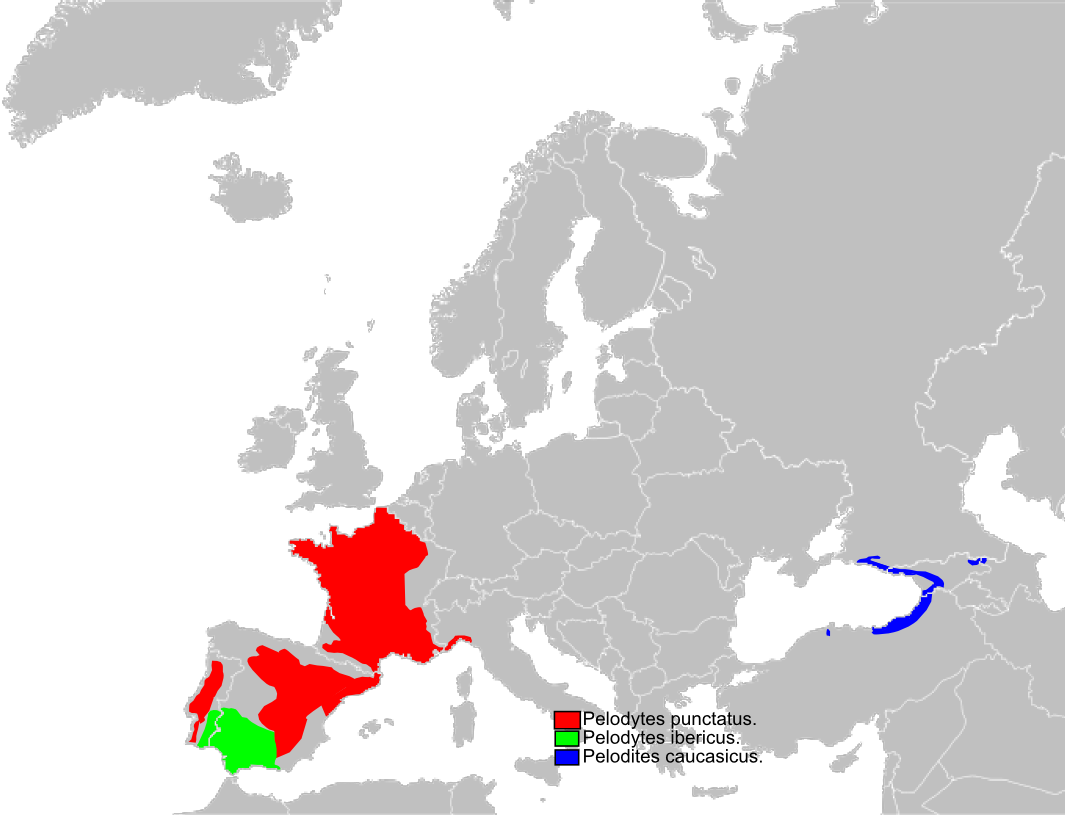
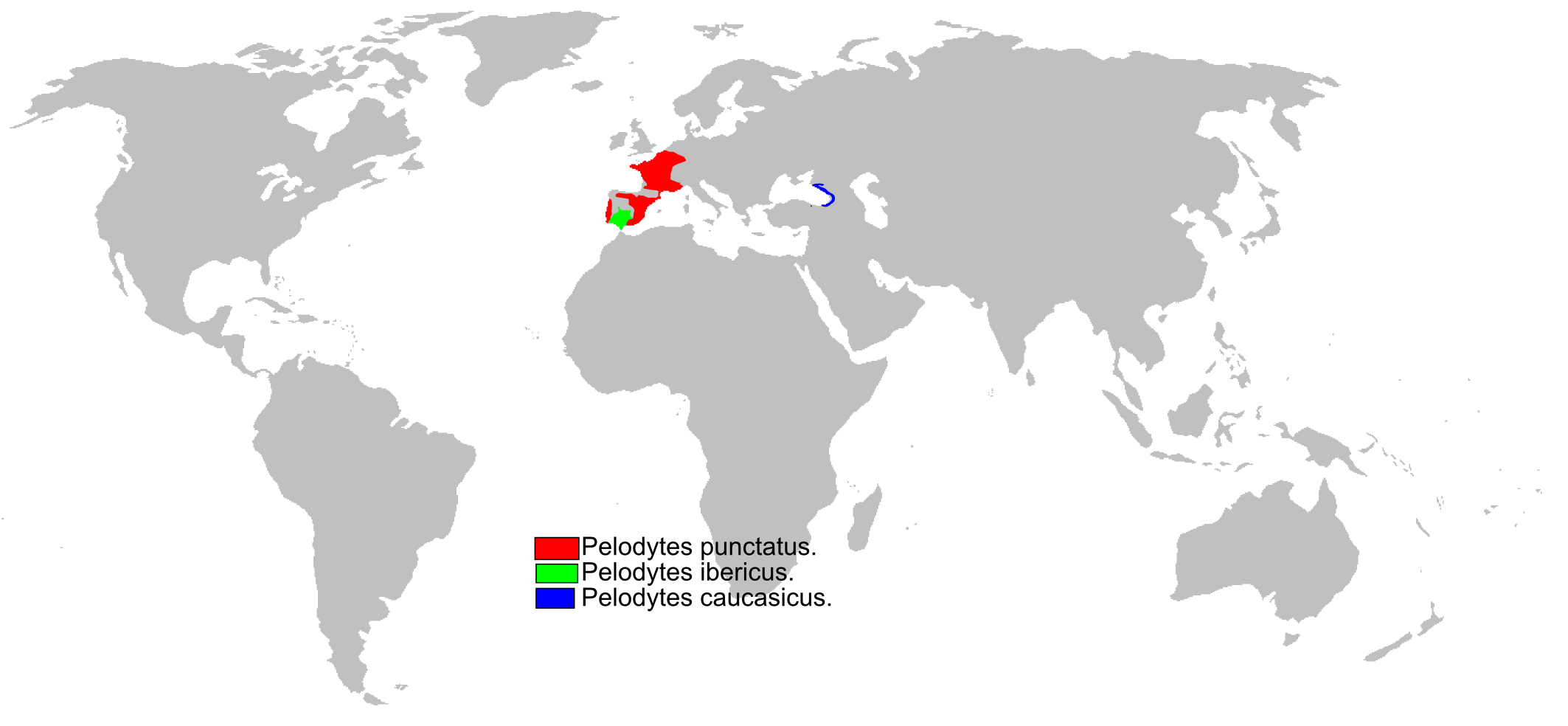